# Умауака
Умауака (ісп. Humahuaca) — гірське містечко в аргентинських Андах (плато Альтіплано). Адміністративний центр департаменту Умауака у провінції Жужуй.

## Клімат
Місто знаходиться у зоні, котра характеризується океанічним кліматом субтропічних нагір'їв. Найтепліший місяць — січень із середньою температурою 13.8 °C (56.8 °F). Найхолодніший місяць — липень, із середньою температурою 4.1 °С (39.4 °F).
| Клімат Умауаки          | Клімат Умауаки | Клімат Умауаки | Клімат Умауаки | Клімат Умауаки | Клімат Умауаки | Клімат Умауаки | Клімат Умауаки | Клімат Умауаки | Клімат Умауаки | Клімат Умауаки | Клімат Умауаки | Клімат Умауаки | Клімат Умауаки |
| Показник                | Січ.           | Лют.           | Бер.           | Квіт.          | Трав.          | Черв.          | Лип.           | Серп.          | Вер.           | Жовт.          | Лист.          | Груд.          | Рік            |
| Середній максимум, °C   | 18,6           | 17,5           | 17,8           | 16,7           | 15,1           | 13,1           | 13,1           | 15,1           | 17             | 18,7           | 19,5           | 19,6           | 16,8           |
| Середня температура, °C | 13,8           | 13,2           | 12,6           | 10,3           | 7              | 4,2            | 4,1            | 6,1            | 8,7            | 11,6           | 13,2           | 13,8           | 9,9            |
| Середній мінімум, °C    | 5,9            | 5,1            | 4,7            | 1,2            | −3,7           | −6,7           | −7,1           | −5,3           | −2,2           | 1,1            | 3,5            | 5,4            | 0,2            |
| Норма опадів, мм        | 104.9          | 99.1           | 78.8           | 21             | 4.5            | 5.2            | 1.7            | 7.2            | 6.5            | 19.4           | 43.3           | 81.5           | 473.1          |
| Днів з опадами          | 16,4           | 14,3           | 11,7           | 5              | 1,5            | 0,8            | 0,8            | 1,1            | 1,7            | 4,4            | 8,2            | 15,2           | 81,1           |
| Вологість повітря, %    | 66.9           | 67.7           | 65.6           | 56.2           | 45.7           | 42.2           | 38.7           | 37.7           | 40.2           | 47.7           | 54.9           | 62.4           | 52.2           |
| ----------------------- | -------------- | -------------- | -------------- | -------------- | -------------- | -------------- | -------------- | -------------- | -------------- | -------------- | -------------- | -------------- | -------------- |
| Джерело: Weatherbase    |                |                |                |                |                |                |                |                |                |                |                |                |                |